# Shavon Coleman
Shavon Anthony Coleman (Thibodaux, 8 gennaio 1992) è un cestista statunitense.

## Palmarès
- Campionato lussemburghese: 2

Amicale Steesel: 2016-17, 2017-18
- Coppa del Lussemburgo: 2

Amicale Steesel: 2017, 2018
- Coppa di Finlandia: 1

Helsinki Seagulls: 2024